# Antonio Maura Montaner

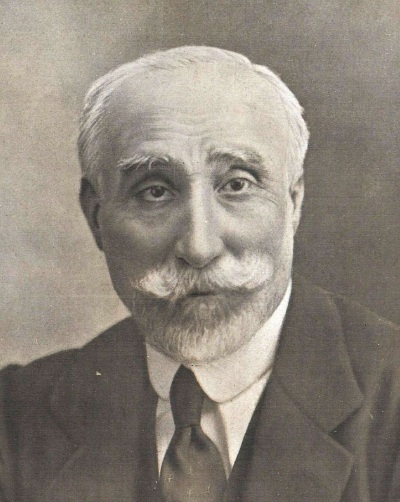

Antonio Maura y Montaner (* 2. Mai 1853 in Palma; † 13. Dezember 1925 in Torrelodones) war ein spanischer Politiker und Ministerpräsident Spaniens (Presidente del Gobierno).

## Biografie

### Studium, Abgeordneter und Minister
Antonio Maura wurde am 2. Mai 1853 in der Gemeinde Palma de Mallorca geboren.
Nach dem Tode seines Vaters 1866 besuchte er das Instituto de Palma de Mallorca, das er bereits 1868 mit der Hochschulzugangsberechtigung (Bachillerato) abschloss. Anschließend absolvierte er ein Studium der Rechtswissenschaften in Madrid und war anschließend als Rechtsanwalt tätig.
Seine politische Laufbahn begann am 21. August 1881, als er als Mitglied der erst ein Jahr zuvor von Práxedes Mateo Sagasta gegründeten Partido Liberal Fusionista erstmals zum Abgeordneten des Parlaments (Congreso de los Diputados) gewählt wurde, in dem er anschließend bis zu seinem Tode ununterbrochen den Wahlkreis der Balearen vertrat. 1886 war er einige Zeit Vizepräsident des Parlaments, ehe er im darauf folgenden Jahr Vorsitzender einer Kommission zur Einsetzung von Schwurgerichten wurde.
Am 11. Dezember 1892 wurde er als Kolonialminister (Ministro de Ultramar) erstmals zum Kabinettsmitglied berufen und gehörte in diesem Amt der Regierung von Práxedes Mateo Sagasta bis zum 12. März 1894 an. Während seiner Amtszeit legte er einen Entwurf für die rechtliche Unabhängigkeit von Kuba vor, der jedoch von der Opposition in der Deputiertenkammer abgelehnt wurde. In der Regierung Sagasta war er später vom 4. November 1894 bis zum 23. März 1895 Minister für Gnadengesuche und Justiz (Ministro de Gracia y Justicia).
1901 bildete er jedoch eine parteiinterne Opposition zu Sagasta, die letztlich im Jahr darauf zum endgültigen Bruch mit Sagasta führte. Am 6. Dezember 1902 wurde er zum Innenminister (Ministro de Gobernación) in der Regierung des Vorsitzenden der Konservativen Partei (Partido Conservador), Francisco Silvela ernannt. Während seiner bis zum 20. Juli 1903 dauernden Amtszeit setzte er sich für die Einrichtung des Institutes für soziale Reformen ein. Zugleich legte er dem Parlament (Cortes) eine grundlegende Reform des Kommunalrechts vor, die er mit der Durchführung der Wahlen vom April 1903 in die Tat umsetzte. Allerdings ging er nicht gegen die Wahlmanipulationen in den ländlichen Wahlkreisen vor, da in den großen Städten ohnehin die republikanischen Kandidaten obsiegten.
Nach dem Rücktritt Silvelas wurde er im Juli 1903 zunächst dessen Nachfolger als Vorsitzender der Konservativen Partei. Als solcher war er die Schlüsselfigur der spanischen Politik während der nächsten zwanzig Jahre.

### Fünfmaliger Ministerpräsident unter König Alfons XIII.
Am 5. Dezember 1903 wurde er als Nachfolger von Raimundo Fernández Villaverde erstmals zum Ministerpräsidenten Spaniens (Presidente del Gobierno) ernannt. Als solcher bildete er eine bis zum 16. Dezember 1904 amtierende Regierung, die im Wesentlichen die Anerkennung der spanischen Rechtsansprüche in Marokko durch Frankreich und England erreichte. Andererseits gelang ihm wegen der Einmischung von König Alfons XIII. nicht die Fortführung seiner Reformpolitik.
Zum zweiten Mal wurde er am 25. Januar 1907 Ministerpräsident und war als solcher bis zum 21. Oktober 1909 Nachfolger von Antonio Aguilar Correa. In dieser Zeit verhandelten er und sein Marineminister José Ferrándiz y Niño mit Großbritannien und Frankreich die Abkommen von Cartagena und Maura war von Juni bis Juli 1907 auch für einige Tage amtierender Kriegsminister (Ministro de Guerra) während der Erkrankung des Amtsinhabers. Zunächst begann er mit einer Neuauflage seiner Wahlrechtsreformen sowie einer Neugestaltung des Sozialwesens und der Wohlfahrtspflege. Seine Amtszeit war jedoch zuletzt überwiegend geprägt durch die Ereignisse der so genannten Tragischen Wochen (Semana trágica), einer Serie blutiger Konfrontationen zwischen der von Anarchisten und Radikalrepublikanern unterstützten Arbeiterklasse Barcelonas und anderer katalanischer Städte und der aufgrund des verhängten Kriegsrechts eingesetzten spanischen Armee zwischen dem 25. Juli und dem 2. August 1909. Sie wurde durch 40.000 Einberufungsbefehle an Reservisten ausgelöst, die er zur Verstärkung der spanischen Kolonialtruppen in Marokko am 9. Juli ausgeben wollte. Diese Ereignisse, die gegen die ihn gerichtete Kampagne (Maura No) und die Hinrichtung des Führers dieser Kampagne, des anarchistische Pädagogen Francisco Ferrer Guardia, führten letztlich zum Rücktritt seines Kabinetts.

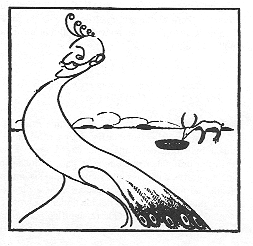
Karikatur auf Maura von Luis Bagaría, 1913.

Erst 1913 übernahm er wieder eine führende Rolle, indem er nach der Spaltung der Konservativen Partei Vorsitzender der so genannten Maura-Fraktion wurde. Während des Ersten Weltkrieges setzte er sich aktiv für eine Neutralität Spaniens ein und forderte dies insbesondere während seiner bedeutenden Reden im Teatro Real 1915 und in der Plaza de Toros 1917. Ihm zu Ehren wurde am 29. April 1917 eine Medaille herausgegeben.
Am 22. März 1918 wurde er erneut Ministerpräsident und bildete eine bis zum 9. November 1918 im Amt befindliche Koalitionsregierung. Während dieser Zeit war er zwischen dem 10. Oktober und dem Ende seiner Amtszeit auch amtierender Minister für Gnadengesuche und Justiz. Wenige Monate darauf wurde er am 15. April 1919 wieder Ministerpräsident, musste allerdings bereits nach knapp drei Monaten im Amt am 20. Juli 1919 das Amt an Joaquín Sánchez de Toca Calvo übergeben. Maura Montoner war schließlich nach dem aus der Schlacht von Annual in Spanisch-Marokko resultierenden Desaster (Desastre de Annual) am 22. Juli 1921 vom 14. August 1921 bis zum 8. März 1922 letztmals Ministerpräsident.
Im September 1923 protestierte er ohne Erfolg bei König Alfons XIII. gegen die Berufung von Miguel Primo de Rivera zum Ministerpräsidenten, der vom 15. September 1923 bis zum 30. Januar 1930 eine über sechs Jahre dauernde Militärdiktatur in Spanien errichtete. Nach der Ernennung Primo de Riveras zog er sich weitestgehend aus der Politik zurück. Antonio Maura starb am 13. Dezember 1925 in Torrelodones.

### Familie
Maura Montaner war Oberhaupt einer einflussreichen politischen Familie. Seine Söhne Gabriel Maura Gamazo und Miguel Maura Gamazo waren beide Minister. Die spanische Kommunistin und Feministin Constancia de la Mora Maura war seine Enkelin. Sein Enkel Jorge Semprún Maura, ist nicht nur einer der bekanntesten Schriftsteller Spaniens, sondern war ebenfalls drei Jahre Kulturminister in der Regierung von Felipe González. Darüber hinaus ist die Schauspielerin Carmen Maura seine Großnichte.